# Quelicerats
Els quelicerats (Chelicerata) són un grup d'animals, considerats actualment un subembrancament de l'embrancament dels artròpodes (Arthropoda). Es divideixen en tres grans classes: els aràcnids (aranyes, escorpins, àcars, etc.), els euriptèrides (grup extingit, que incloïa els anomenats escorpins de mar) i els xifosurs (grup petit eminentment fòssil que comprèn només quatre espècies actuals conegudes com a cassoles o crancs de les Moluques). Foren els primers animals a passar al medi terrestre.
Alguns estudis suggereixen que els picnogònids (Pycnogonida) podrien ser també quelicerats, però és una hipòtesi encara no confirmada. D'altra banda, alguns arbres filogenètics tradicionals agrupen els euriptèrides i els xifosuris en una sola classe anomenada Merostomata, però actualment es tendeix a abandonar aquesta ordenació, ja que no sembla haver-hi cap relació especial més propera entre aquests dos grups que amb la resta de quelicerats, de manera que seria un grup parafilètic.

## Característiques
Els quelicerats comparteixen una mateixa organització anatòmica, amb el cos dividit en dues parts, a diferència dels insectes que es divideixen en tres parts o tagmes. La part frontal, anomenada prosoma té sis segments, cada un amb una parella d'apèndixs: la primera parella són els quelícers (les pinces per triturar l'aliment), la segona són els pedipalps (apèndixs sensorials) i la resta són apèndixs ambulatoris, a vegades modificats. El prosoma acostuma a posseir ulls i la boca s'acostuma a trobar-se entre el segon i tercer segments. La part posterior, anomenada opistosoma, està formada per dotze segments més una mena de cua anomenada tèlson, que en el cas dels escorpins ha donat lloc a l'agulló.

Diferents tipus de quelícers. A: quelícers en navalla; B: quelícers en tisora; C: quelícers triarticulats en pinça

Els quelícers, que donen nom al grup, són una mena de pinces per sostenir, immobilitzar i triturar l'aliment, en lloc de les mandíbules dels crustacis, miriàpodes i insectes. La majoria de quelicerats no poden ingerir matèria sòlida (excepte els opilions i alguns àcars), de manera que trituren l'aliment i hi escupen o injecten enzims digestius que liqüen l'aliment per després absorbir-lo, o bé injecten directament els enzims dins de les seves preses, com algunes aranyes. La majoria de quelicerats són depredadors, però alguns són carronyaires (com els opilions), alguns són herbívors i una bona part són paràsits (els àcars, especialment).
Excepte els quelicerats més petits, que respiren amb intercanvi directe de gasos a través del tegument, tots posseeixen aparell respiratori d'algun tipus, pulmons en llibre o tràquees. En els aràcnids que tenen pulmons en llibre la substància encarregada del transport d'oxigen en la sang no és l'hemoglobina, sinó l'hemocianina, que conté coure en lloc de ferro. Aquesta característica (també present en els cefalòpodes) els impedeix grans activitats que requereixin un considerable desgast energètic, ja que l'hemocianina no pot subministrar oxigen als teixits tan ràpidament com l'hemoglobina. És per això que la majoria d'aràcnids són força passius i només s'activen en moments molt puntuals. No és així, en canvi, amb els aràcnids que posseeixen tràquees, que són molt més actius.

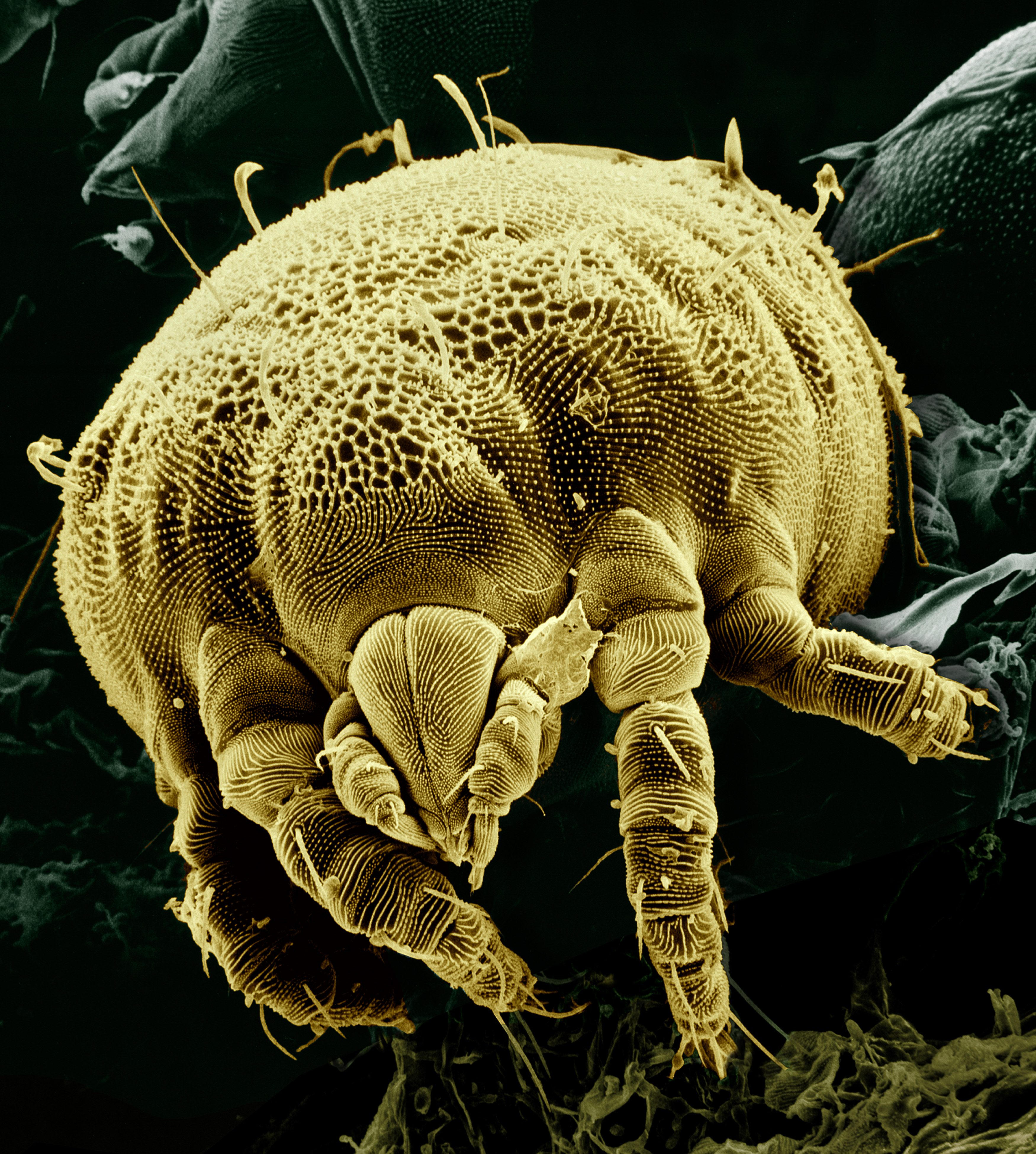
Lorryia formosa, una espècie d'àcar. Es pot observar clarament el parell de quelícers a la part frontal.